# Erich Klausener
Erich Klausener (25 de enero de 1885 - 30 de junio de 1934) fue un político católico alemán asesinado en la "Noche de los cuchillos largos", una purga que tuvo lugar en la Alemania nazi del 30 de junio al 2 de julio de 1934, cuando el régimen llevó a cabo una serie de asesinatos políticos.

## Biografía
Nacido en Düsseldorf en una familia estrictamente católica, Klausener siguió la carrera de su padre en el servicio público ejerciendo por un tiempo en el Ministerio Prusiano de Comercio. Luego fue oficial de artillería en Bélgica, Francia y en el Frente Oriental, en la Primera Guerra Mundial. Fue condecorado con la Cruz de Hierro de segunda clase en 1914 y con la Cruz de Hierro  de primera clase en 1917. La participación de Klausener en el boicot a la ocupación francesa del Ruhr, entre 1923 y 1924, le valió una condena a dos meses en prisión.
En 1924, Klausener trabajó en Prusia en el Ministerio de Bienestar. Más tarde, encabezó la división policíaca del Ministerio de Interior en dicha región y en 1928 pasó a liderar la organización Acción Católica de allí. Tras la llegada de Hitler a la cancillería en 1933, Hermann Göring, ministro-presidente de Prusia, trasladó a Klausener al Ministerio de Transporte en el marco de un proceso de depuración política del personal policial.
Siendo un estrecho colaborador del Vicecanciller Franz von Papen, Klausener contribuyó a su discurso de Marburg pronunciado el 17 de junio de 1934. El discurso, aunque moderado en su tono, criticó la violencia y represión desatada desde que Hitler se convirtiera en canciller. Más tarde, Klausener habló en el Congreso Católico, celebrado en el Hoppegarten de Berlín, el 24 de junio de 1934. Su airada crítica a la represión hitleriana fue vista por los nacionalsocialistas como un desafío abierto.
Seis días después, durante la "Noche de los Cuchillos Largos", el oficial de las SS Kurt Gildisch fue enviado por Reinhard Heydrich a la oficina de Klausener en el Ministerio de Transporte para darle muerte. Después de hacerlo, a Gildisch se le ascendió al rango de SS-Sturmbannführer.
Tras el fin de la Segunda Guerra Mundial se erigió un monumento a Klausener en Berlín y desde 1963 sus cenizas están enterradas en la iglesia católica Maria Regina Martyrum, en homenaje a los mártires de la era nazi.
La relación de Klausener con el futuro Papa Pío XII ha sido motivo de controversia. Mientras autores como Guenter Lewy han expresado críticas a dicho Papa por no intervenir con más fuerza en el caso, otros autores como Joseph Bottum y David G. Dalin han hecho una valoración más positiva de la actitud de Pío XII ante estos hechos.

## Memoria

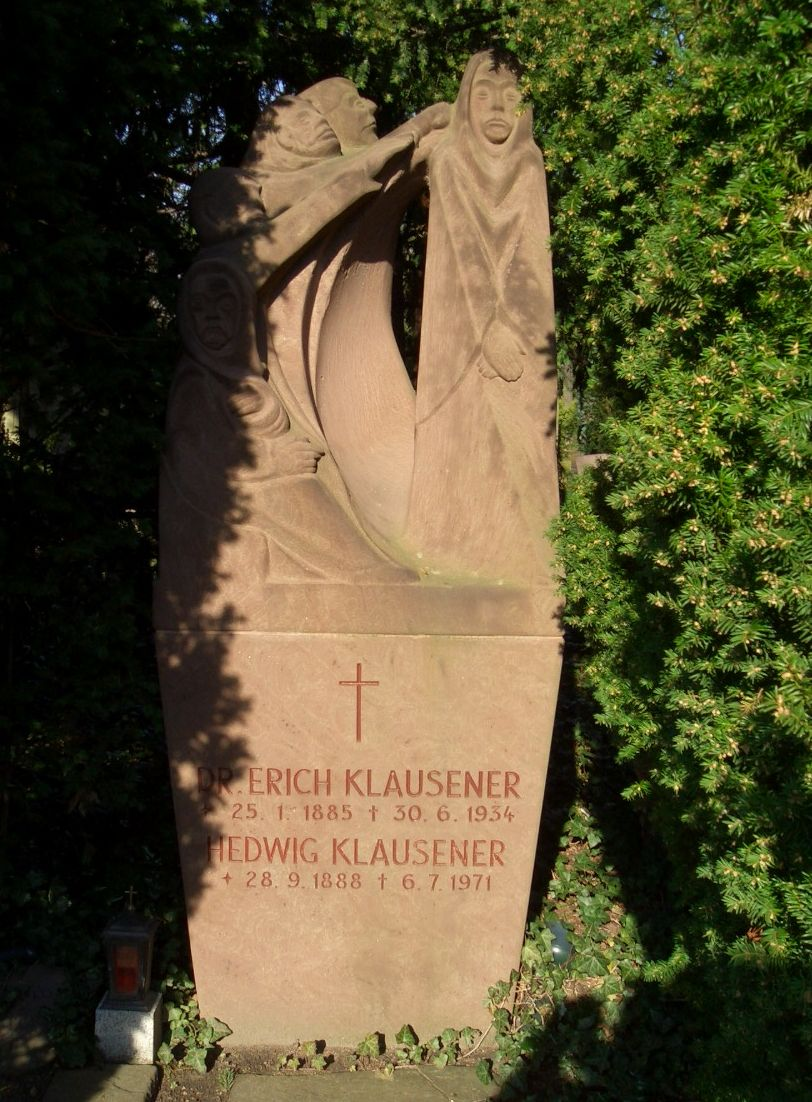
Erich Klausener monumento
Sello en memoria de Erich Klausener
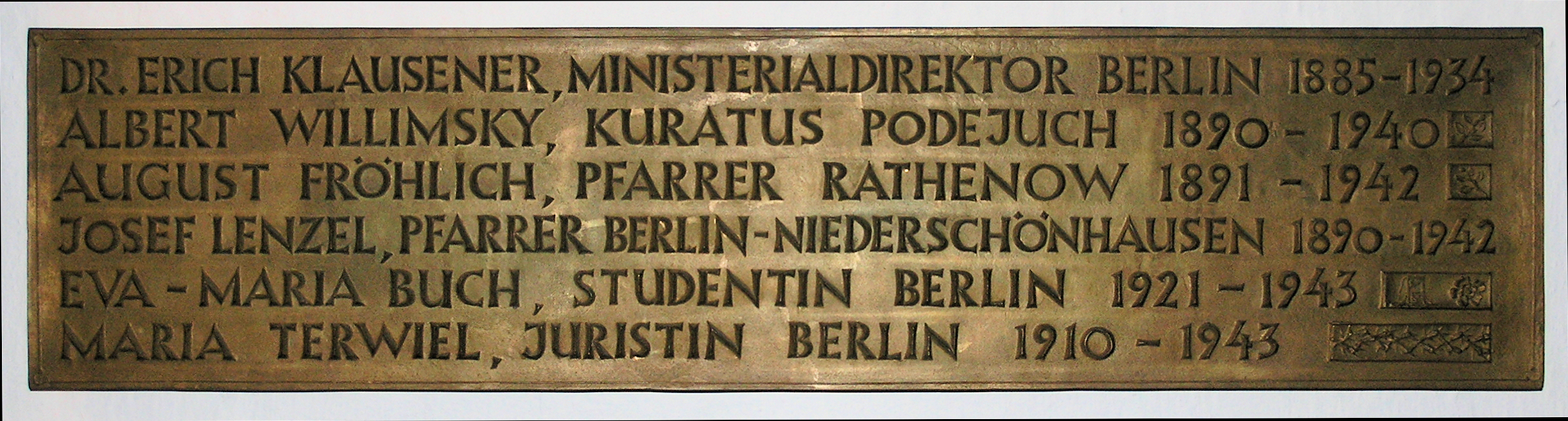
Una parte de una placa conmemorativa en recuerdo de los católicos de la Arquidiócesis de Berlín asesinados durante la guerra, en una cripta de la St. Catedral de Hedwig en Berlín.